# Фуэнсалида, Хосе Педро
Хосе́ Пе́дро Фуэнсали́да Га́на (исп. José Pedro Fuenzalida Gana; род. 22 февраля 1985, Сантьяго, Чили) — чилийский футболист, игравший на позиции полузащитника. Выступал за сборную Чили.

## Биография
Родился 22 февраля 1985 года в городе Сантьяго. Воспитанник футбольной школы «Универсидад Католика». Взрослую футбольную карьеру начал в 2004 году, проведя четыре сезона, и приняв участие в 97 матчах чемпионата. Большую часть времени, проведённого в составе «Универсидад Католика», был основным игроком команды.
В 2008 году перешёл в клуб «Коло-Коло», с 2008 года по 2009 год на условиях аренды в ФК «О’Хиггинс».
В состав клуба «Коло-Коло» вернулся из аренды 2010 года. С тех пор успел сыграть за команду из Сантьяго более 100 матчей в национальном чемпионате.
С 2014 года выступает за аргентинскую «Боку Хуниорс».
В 2008 году дебютировал в официальных матчах в составе национальной сборной Чили. Сыграл за сборную в 25 матчах, забив 1 гол.
Летом 2019 года Хосе Педро был приглашён в сборную для участия в Кубке Америки, который состоялся в Бразилии. Во втором матче в группе против Эквадора он отличился голом на 8-й минуте, а его команда одержала победу 2:1.

### Голы за сборную Чили
| № | Дата           | Место                                             | Соперник         | Гол | Результат | Соревнование             |
| - | -------------- | ------------------------------------------------- | ---------------- | --- | --------- | ------------------------ |
| 1 | 19 января 2013 | Estadio Municipal de Concepción, Консепсьон, Чили | Республика Гаити | 3-0 | 3-0       | Товарищеский матч        |
| 2 | 6 июня 2016    | Ливайс Стэдиум, Санта-Клара, США                  | Аргентина        | 1-2 | 1-2       | Кубок Америки по футболу |
| 3 | 22 июня 2016   | Солджер Филд, Чикаго, США                         | Колумбия         | 2-0 | 2-0       | Кубок Америки по футболу |

## Титулы и достижения
- Чемпион Чили (7): Кл. 2005, Кл. 2014, Кл. 2016, Ап. 2016, 2018, 2019, 2020
- Обладатель Суперкубка Чили (2): 2016, 2019
- Чемпион Аргентины (1): 2015
- Обладатель Кубка Аргентины (1): 2014/15
- Победитель Кубка Америки (2): 2015, 2016